# Милица Раичевић
Милица Раичевић (Београд, 29. април 1974) српска је сликарка.

## Биографија
Раичевић је једина српска сликарка која је била свеукупни победник на Showdown-у у Сачи галерији у Лондону. Рођена је 29. 04. 1974. у Београду. Дипломирала је и магистрирала сликарство на Ликовној академији Универзитета у Београду. Учествовала је на многим међународним групним, а имала је и једанаест самосталних изложби. Члан је УЛУС, и УЛУЦГ-а. Ради као ликовни уредник у Дому културе у Ивањици и асистент је на Интернационалном универзитету Нови Пазар (ИНУП), департман Ниш.

## Изложбе
Групне изложбе:
- Пејзаж златиборског сјаја, Народни музеј Ужице, 2013.[5]
- Међународна изложба Мали формат, Галерија Универзитета Нови Пазар, 2012.
- Изложба професора и асистенана ИУНП, Галерија НКЦ, Ниш, 2012.
- Изложба професора и асистената ИУНП, Градска галерија, Врање, 2012.
- SHOWDOWN, SААTCHY-GАLLЕRY, Гаllеry Mеss, London, 2010.
- Октобарски салон "Околности", рад "Сви говоре", Београд, 2009.[6]
- Градска галерија Пожега, Изложба пејзажа, 2008.
- Изложба ликовне колоније младих, Ивањица, 2003.
- Стара шећерана, Београд, изложба Радионице 13, 1995.
- Замак културе, Врњачка бања, изложба колоније награђених, 1995.
- Галерија "Студентски град", Бијенале студентског цртежа, Београд, 1995.
- Галерија дома омладине, Београд, Студентски цртеж, 1993/4/5/6.

Самосталне изложбе:
- Галерија "Madamme", Панчево, 2010.
- Градска галерија, Ариљe, 2009.
- Арт центар "ПОСЕЈДОН", Београд, 2008.
- Народни музеј Ужице, Јокановића кућа, Ужице, 2008.
- Галерија „Рим“, Пожега, 2007.
- "Гварнеријус", Центар лепих уметности Јована Колунџије, Београд, 2004.
- Градска галерија, Ариље, 2004.
- Галерија културног центра, Чачак, 2003.
- Галерија ФЛУ, Магистарска изложба "Варке", Београд, 2002.
- Културни центар "Велимир А. Лековић", Бар, 2000.
- Галерија "Вир", Вирпазар, 2000.

## Галерија
- "Космос", уље на платну
- "Рибе", уље на платну (слика награђена на конкурсу Галерије "Сачи")
- "Пејзаж“, уље на платну
- "Агонија", уље на платну, 2013. година